# بهزاد جعفری طادی
بهزاد جعفری طادی طراح لباس و صحنه اهل کشور ایران است. وی به خاطر طراحی صحنه و لباس در فیلم ماجرای نمیروز، برندهٔ سیمرغ بلورین بهترین طراحی صحنه از سی و پنجمین جشنواره فیلم فجر شد.